# Dora Pejačević
Marie Paulina Sophie von Lumbe, nota come Dora Pejačević (Budapest, 10 settembre 1885 – Monaco di Baviera, 5 marzo 1923), è stata una compositrice croata, tra le più importanti del 900.

## Biografia
Nata a Budapest, nel Regno d'Ungheria, dal bano croato Teodor Pejačević e dalla baronessa ungherese Elisabeth Vay de Vaya, istruita come cantante e pianista nonché protettrice dell'Istituto musicale croato. Iniziò a studiare musica in giovanissima età con l'aiuto dell'organista ungherese Karoly Noszeda.
Iniziò a comporre già all'età di 12 anni e i genitori, vedendo l'interesse e il talento della giovane ragazza, scelsero di farle continuare gli studi all'estero, mandandola prima a Monaco di Baviera e in seguito a Dresda, dove partecipò alla prima de Il cavaliere della rosa di Richard Strauss. Durante i suoi viaggi incontrò il compositore e pianista Percy Sherwood, Walter Courvoisier e il violinista Henri Petri.
Nel periodo della prima guerra mondiale scelse di diventare infermiera volontaria, assistendo i feriti di guerra che arrivavano a Našice. Il periodo della guerra acuì particolarmente il distacco dalla nobiltà; in diverse sue lettere è possibile notare il malcelato disgusto per quei privilegi di cui i nobili godevano "immeritatamente".
Nell'autunno del 1921 sposò Ottomar von Lumbe, fratello di Rosa Lumbe, sua stretta amica, e si trasferì a Monaco di Baviera. Qui morì il 5 marzo 1923 per un'insufficienza renale provocata da complicazioni avute durante il parto del suo unico figlio. Dopo la morte la sua salma è stata portata a Našice dove è stata sepolta.
La storia della sua vita è stata raccontata nel film biografico croato Countess Dora (1993), diretto da Zvonimir Berković e interpretato da Alma Prica e Rade Šerbedžija.